# Lista de esculturas e estátuas do Porto
Lista das esculturas e estátuas do Porto.
Esta é uma listagem das principais esculturas e estátuas do Porto, Portugal.
| Designações                                   | Autor | Localização                                 | Freguesia       | Ano                         | Imagem |
| --------------------------------------------- | --- | ------------------------------------------- | --------------- | --------------------------- | ------ |
| A Conquista de Ceuta                          | Lagoa Henriques | Largo de António Cálem                      | Lordelo do Ouro | 1960                        |        |
| A Dor                                         | Teixeira Lopes (filho)                                                                                                 | Jardins do Palácio de Cristal               | Massarelos      | 1898                        |        |
| A Menina e a Foca                             | Dario Boaventura | Jardim do Passeio Alegre                    | Foz do Douro    | 1953                        |        |
| A Pá                                          | Claes Oldenburg | Parque de Serralves                         | Lordelo do Ouro | 2001                        |        |
| A Ternura                                     | Sousa Caldas | Jardins do Palácio de Cristal               | Massarelos      | 1965                        |        |
| Abel Salazar                                  | Hélder Carvalho | Jardim do Carregal                          | Miragaia        | 2009                        |        |
| Adelino Amaro da Costa                        | Laureano Ribatua | Jardins do Palácio de Cristal               | Massarelos      | 2003                        |        |
| Afonso de Albuquerque                         | Diogo de Macedo | Largo de D. João III                        | Lordelo do Ouro | 1930                        |        |
| Alminhas da Ponte                             | Teixeira Lopes (pai)                                                                                                   | Cais da Ribeira                             | São Nicolau     | 1897                        |        |
| Amazonas a Cavalo                             | J.J. Ducel, Maître de Forges                                                                                           | Jardins do Palácio de Cristal               | Massarelos      | Século XIX                  |        |
| Amores de Camilo                              | Francisco Simões | Largo Amor de Perdição                      | Vitória         | 2012                        |        |
| Antero de Figueiredo                          | Henrique Moreira | Jardim Antero de Figueiredo                 | Foz do Douro    | 1966                        |        |
| António Nobre                                 | Correia da Silva, Tomás Costa                                                                                          | Jardim de João Chagas                       | Vitória         | 1927                        |        |
| Arnaldo Gama                                  | Rogério de Azevedo | Jardim de Arnaldo Gama                      | Sé              | 1971                        |        |
| As Sete Partidas do Mundo                     | Graça Costa Cabral | Largo de António Cálem                      | Lordelo do Ouro | 1985                        |        |
| Baco                                          | Teixeira Lopes (pai)                                                                                                   | Praça da República                          | Cedofeita       | 1916 [?] Inaugurada em 1918 |        |
| Baixo relevo (Cinema Batalha)                 | Américo Braga | Rua de Santo Ildefonso                      | Santo Ildefonso | 1947                        |        |
| Baixo relevo (Escola Soares dos Reis)         | Sousa Caldas | Rua de D. João IV                           | Santo Ildefonso | 1955                        |        |
| Baixo relevo (Frigorífico do Peixe)           | Henrique Moreira | Alameda Basílio Teles                       | Massarelos      | 1935/1939                   |        |
| Baixo relevo (Teatro Rivoli)                  | Henrique Moreira | Rua do Dr. Magalhães Lemos                  | Santo Ildefonso | 1913                        |        |
| Bandeirinha da Saúde                          | Mestre Bastião Fernandes                                                                                               | Rua da Bandeirinha                          | Miragaia        | c.1633                      |        |
| Carolina Michaëlis                            | José Fernandes de Sousa                                                                                                | Rua da Infanta D. Maria                     | Cedofeita       | 1954                        |        |
| Corcéis                                       | João Fragoso | Praça de D. João I                          | Santo Ildefonso | 1957                        |        |
| D. António Ferreira Gomes                     | Arlindo Rocha | Jardim de João Chagas                       | Vitória         | 1979                        |        |
| D. João VI                                    | Salvador Barata Feyo                                                                                                   | Praça de Gonçalves Zarco                    | Nevogilde       | 1966                        |        |
| D. Pedro IV                                   | Célestin Anatole Calmels, Joaquim da Costa Lima                                                                        | Praça da Liberdade                          | Santo Ildefonso | 1866                        |        |
| D. Pedro V                                    | Teixeira Lopes (pai)                                                                                                   | Praça da Batalha                            | Sé              | 1866                        |        |
| Duque da Ribeira                              | José Rodrigues | Cais da Ribeira                             | São Nicolau     | 1995                        |        |
| Eng.º António de Almeida                      | Salvador Barata Feyo                                                                                                   | Jardim da Fundação Eng.º António de Almeida | Ramalde         | 1979                        |        |
| Escultura (Edifício "Burgo")                  | Angelo de Sousa | Avenida da Boavista                         | Lordelo do Ouro | 2007                        |        |
| Esculturas (Ponte da Arrábida)                | Salvador Barata Feyo                                                                                                   | Ponte da Arrábida                           | Lordelo do Ouro | 1963                        |        |
| Estações do Ano                               | Mathurin Moreau (atr.)                                                                                                 | Jardins do Palácio de Cristal               | Massarelos      | 1865                        |        |
| Estátuas (Passeio das Virtudes)               | Nicolau Nasoni | Passeio das Virtudes                        | Miragaia        | Século XVIII                |        |
| Flora                                         | Teixeira Lopes (filho)                                                                                                 | Jardim de João Chagas                       | Vitória         | 1904                        |        |
| Fonte da Fauna e da Flora                     | Albert-Ernest Carrier-Belleuse                                                                                         | Jardins do Palácio de Cristal               | Massarelos      | 1824-1887                   |        |
| Fontes d'Art                                  | Jean-Jacques Ducel | Jardins do Palácio de Cristal               | Massarelos      | 1865                        |        |
| Francisco Sá Carneiro                         | Gustavo Bastos | Praça do Dr. Francisco Sá Carneiro          | Bonfim          | 1990                        |        |
| Garcia de Orta                                | Irene Vilar | Largo de Tomé Pires                         | Lordelo do Ouro | 1971                        |        |
| Guerra Junqueiro                              | Leopoldo de Almeida | Casa-Museu Guerra Junqueiro                 | Sé              | 1973                        |        |
| Guilherme Gomes Fernandes                     | Bento Cândido da Silva                                                                                                 | Praça de Guilherme Gomes Fernandes          | Vitória         | 1915                        |        |
| Guilhermina Suggia                            | Irene Vilar | Rua do Tenente Valadim                      | Ramalde         | 1989                        |        |
| Homem do Leme                                 | Américo Gomes | Avenida de Montevideu                       | Nevogilde       | 1934                        |        |
| Homenagem a Eugénio de Andrade                | José Rodrigues | Passeio Alegre                              | Foz do Douro    | 2005                        |        |
| Humberto Delgado                              | José Rodrigues | Praça de Carlos Alberto                     | Vitória         | 2008                        |        |
| José Vitorino Damásio                         | Gustavo Bastos | Rua de Aleixo Mota                          | Lordelo do Ouro | 1998                        |        |
| Justiça                                       | Leopoldo de Almeida | Palácio da Justiça                          | Miragaia        | 1961                        |        |
| Júlio Dinis                                   | João da Silva | Largo do Prof. Abel Salazar                 | Vitória         | 1926                        |        |
| Luís de Camões                                | Irene Vilar | Avenida do Brasil                           | Nevogilde       | 1980                        |        |
| Maurício Esteves Pereira Pinto                | Ass. "Lopes" | Praça da Corujeira                          | Campanhã        |                             |        |
| Memória a Oliveira Martins                    | José Rodrigues | Rua das Águas Férreas                       | Cedofeita       | 1995                        |        |
| Menina Nua - A Juventude                      | Henrique Moreira | Avenida dos Aliados                         | Santo Ildefonso | 1929                        |        |
| Meninos - A Abundância                        | Henrique Moreira | Avenida dos Aliados                         | Santo Ildefonso | 1931                        |        |
| Mensageiro                                    | Irene Vilar | Rua das Sobreiras                           | Lordelo do Ouro | 2001                        |        |
| Mercúrio e Flora (Comércio e Agricultura)     | Bento Cândido da Silva                                                                                                 | Mercado do Bolhão                           | Santo Ildefonso | 1914/17                     |        |
| Monumento a Almeida Garrett                   | Salvador Barata Feyo                                                                                                   | Praça do General Humberto Delgado           | Santo Ildefonso | 1954                        |        |
| Monumento a Raul Brandão                      | Henrique Moreira, Rogério de Azevedo                                                                                   | Avenida de D. Carlos I                      | Foz do Douro    | 1967                        |        |
| Monumento ao Empresário                       | José Rodrigues | Avenida 25 de Abril                         | Campanhã        | 1992                        |        |
| Monumento ao Esforço Colonizador Português    | Sousa Caldas, Alferes Alberto Ponce de Castro                                                                          | Praça do Império (Porto)                    | Foz do Douro    | 1934                        |        |
| Monumento ao Infante D. Henrique              | Tomás Costa | Praça do Infante D. Henrique                | São Nicolau     | 1894                        |        |
| Monumento aos Heróis da Guerra Peninsular     | Marques da Silva, Maria José Marques da Silva, David Moreira da Silva, Henrique Moreira, Sousa Caldas e Alves de Sousa | Praça de Mouzinho de Albuquerque            | Cedofeita       | 1951                        |        |
| Monumento aos Mortos da Grande Guerra         | Henrique Moreira | Praça de Carlos Alberto                     | Vitória         | 1928                        |        |
| O Ardina                                      | Manuel Dias | Praça da Liberdade                          | Santo Ildefonso | 1990                        |        |
| O Cubo                                        | José Rodrigues | Praça da Ribeira                            | São Nicolau     | 1976                        |        |
| O Operário / O Pedreiro                       | Henrique Moreira | Largo de Alexandre Sá Pinto                 | Massarelos      | 1933                        |        |
| O Nadador                                     | Sérgio Taborda | Jardim de São Lázaro                        | Bonfim          | 1985                        |        |
| O Porto                                       | João da Silva mestre pedreiro, João Joaquim Alves de Sousa Alão                                                        | Praça da Liberdade                          | Santo Ildefonso | 1818                        |        |
| O Salva-Vidas ou O Lobo-do-Mar                | Henrique Moreira | Avenida do Brasil                           | Nevogilde       | 1937                        |        |
| O Sonho da Humanidade                         | José Rodrigues | Avenida de D. Carlos I                      | Foz do Douro    | 1988                        |        |
| Os Quatro Cavaleiros do Apocalipse            | Gustavo Bastos | Passeio das Virtudes                        | Miragaia        | 1956                        |        |
| Padre Américo                                 | Henrique Moreira | Praça da República                          | Cedofeita       | 1961                        |        |
| Palácio                                       | Pedro Cabrita Reis | Avenida da Boavista                         | Lordelo do Ouro |                             |        |
| Pelourinho da Sé                              | | Terreiro da Sé                              | Sé              | 1945                        |        |
| Ramalho Ortigão                               | Leopoldo de Almeida | Jardim de João Chagas                       | Vitória         | 1954                        |        |
| Rapto de Ganimedes                            | Fernandes de Sá | Jardim de João Chagas                       | Vitória         | 1898                        |        |
| República                                     | Bruno Marques | Praça da República                          | Cedofeita       | 2011                        |        |
| Ribeira Negra                                 | Júlio Resende | Túnel da Ribeira                            | São Nicolau     | 1987                        |        |
| Rosalia de Castro                             | Salvador Barata Feyo                                                                                                   | Praça da Galiza                             | Massarelos      | 1954                        |        |
| Sem título (Banco de Portugal)                | Ventura Terra, José Teixeira Lopes, José Abecassis e Sousa Caldas                                                      | Praça da Liberdade                          | Santo Ildefonso | 1918/1934                   |        |
| Sem título (cabeça)                           | António de Campos Rosado                                                                                               | Jardins do Palácio de Cristal               | Massarelos      | 1985                        |        |
| Sem título (Edifício "A Nacional")            | Marques da Silva e Sousa Caldas                                                                                        | Avenida dos Aliados                         | Santo Ildefonso | 1947/1955                   |        |
| Sem título (Palácio do Comércio)              | Henrique Moreira | Rua de Sá da Bandeira                       | Santo Ildefonso | 1920/24                     |        |
| Sem título (torso de mulher)                  | | Jardim de Marques de Oliveira               | Bonfim          |                             |        |
| She Changes (Anémona)                         | Janet Echelman | Praça da Cidade do Salvador                 | Nevogilde       | 2005                        |        |
| São Joaquim                                   | Soares dos Reis | Rua do Almada                               | Santo Ildefonso | 1880                        |        |
| São José                                      | Soares dos Reis | Rua do Almada                               | Santo Ildefonso | 1880                        |        |
| São João Baptista                             | Alberto Pinto Amorim                                                                                                   | Passeio Alegre                              | Foz do Douro    |                             |        |
| São João Baptista                             | João Cutileiro | Praça da Ribeira                            | São Nicolau     | 2000                        |        |
| Silva Porto                                   | Salvador Barata Feyo                                                                                                   | Jardim de São Lázaro                        | Bonfim          |                             |        |
| Thirteen Laughing at Each Other (Treze a Rir) | Juan Muñoz | Jardim de João Chagas                       | Vitória         | 2001                        |        |
| Universo 3+4                                  | Irene Vilar | Parque de Nova Sintra                       | Bonfim          | 1987                        |        |
| Vímara Peres                                  | Salvador Barata Feyo                                                                                                   | Terreiro da Sé                              | Sé              | 1968                        |        |
| Wellington                                    | David Norris | Rua do Rosário                              | Miragaia        | 2011                        |        |
| Willy Brandt                                  | Clara Menéres | Avenida do Marechal Gomes da Costa          | Lordelo do Ouro | 1993                        |        |